# Antonius Iulianus
Antonius Iulianus war ein römischer Schriftsteller. Er stammte aus Hispanien und lebte um die Mitte des 2. Jahrhunderts.
Iulianus ist nur in den Noctes Atticae des Aulus Gellius, der von ihm unterrichtet wurde, belegt. Gellius beschreibt ihn als Stilkritiker und Fachmann für ältere römische Literatur, so u. a. für Quintus Claudius Quadrigarius. Weitere Aussagen des Gellius lassen vermuten, dass Iulianus auch ein Lehrer für Rhetorik gewesen ist und möglicherweise Verfasser eines Werks mit dem Titel Declamationes, das aber nicht erhalten ist. Gellius gibt an, dass Iulianus’ Latein hispanischen Akzent besaß, was seine Herkunft aus Hispanien nahelegt.
Antonius Iulianus ist nicht identisch mit dem Prokurator der Provinz Iudaea, Marcus Antonius Iulianus, der von Minucius Felix erwähnt wird.